# 東近江市立永源寺中学校
東近江市立永源寺中学校（ひがしおうみしりつ えいげんじちゅうがっこう）は、滋賀県東近江市にある市立中学校。

## 沿革
- 2004年4月1日 - 永源寺町立政所中学校と永源寺町立青野中学校が統合し永源寺町立永源寺中学校設立
- 2005年2月11日 - 市町村合併により、東近江市が発足し、東近江市立永源寺中学校となる[1]